# 西鉄北九州観光

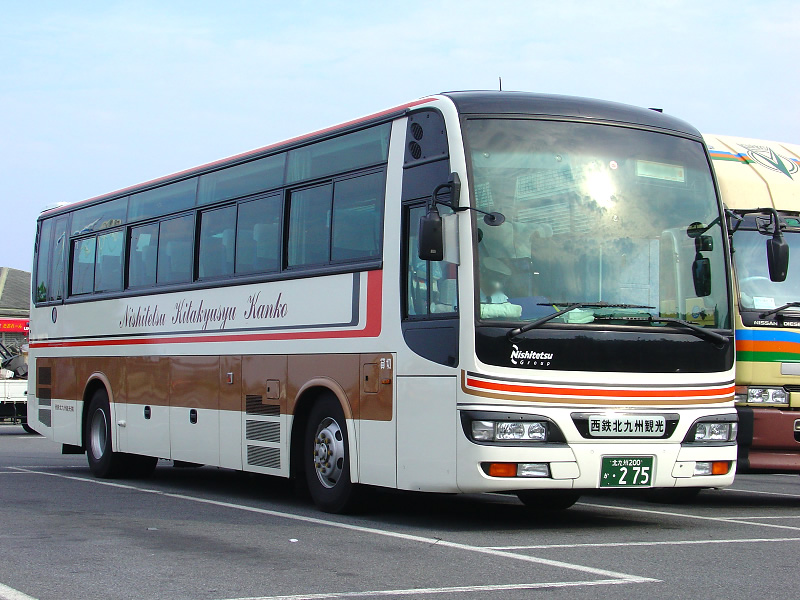
貸切バス

西鉄北九州観光株式会社（にしてつきたきゅうしゅうかんこう）は、西日本鉄道（西鉄）の全額出資子会社の一つで、福岡県北九州市小倉北区青葉1丁目2番32号に本社を置き、同市を中心に貸切バス事業を行っていたバス事業者である。
2008年4月1日付けで西鉄観光バスとともに九州観光バスに吸収合併され解散した。
西鉄北九州観光は西鉄全額出資子会社の路線バス、貸切バス事業者であった西鉄バス京築株式会社（にしてつばすけいちく）を吸収合併している。またその西鉄バス京築は合併前にやはり西鉄全額出資子会社の路線・貸切バス事業者であった西鉄バス二豊株式会社（にしてつばすにほう）を吸収している。ここではこれらの吸収された子会社についても扱う。

## 沿革

### 西鉄北九州観光

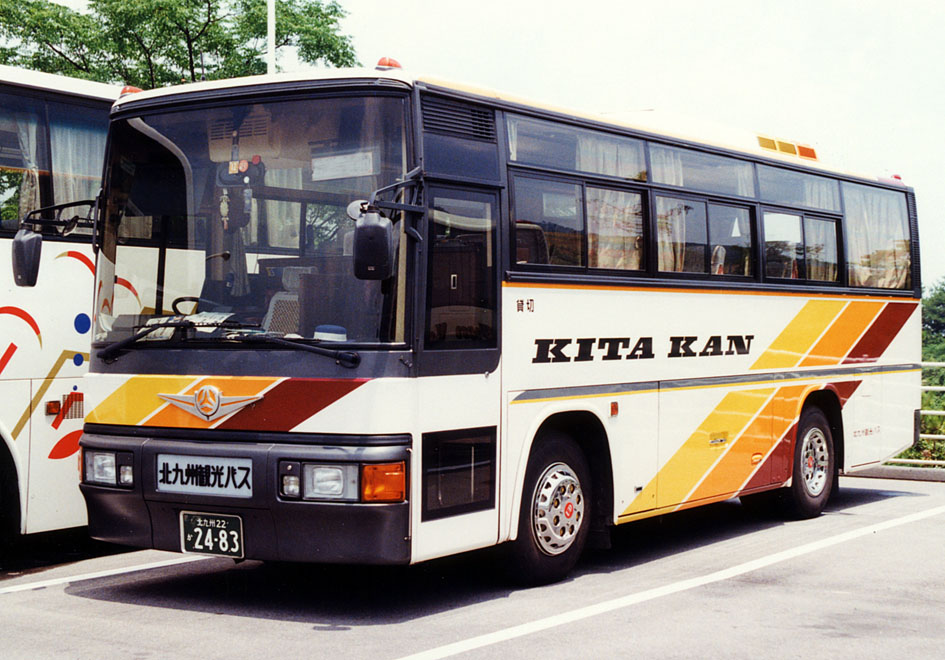
北九州観光バス 9m貸切車（自社オリジナルカラー）

- 1958年11月18日 - 北九州観光バスとして設立[1]。
- 2003年
  - 3月1日 - 西鉄北九州観光に社名変更[2]。
  - 4月15日 - 西鉄観光バス北九州支社を廃止し、同支社の車両および従業員の大半を受け入れ、事業集約[3]。これにより、車両数が43台→75台となる。営業所をそれまでの北九州市小倉北区上到津から北九州市小倉北区青葉（旧西鉄観光バス北九州支社跡）に移転[2]。
- 2004年4月1日 - 西鉄バス京築を吸収合併[2]。同社の貸切バス車両16台を引き継ぎ、車両数70台→86台となる[2]。旧西鉄バス京築本社跡に行橋支社を新設。
- 2007年4月28日 - 行橋支社を本社に統合し廃止。跡地は西鉄バス北九州の弥生が丘営業所行橋車庫（現・行橋車庫）となる。
- 2008年4月1日 - 九州観光バスに吸収合併され解散。西鉄観光バス北九州支社が復活する[2]。

### 西鉄バス京築
- 1987年

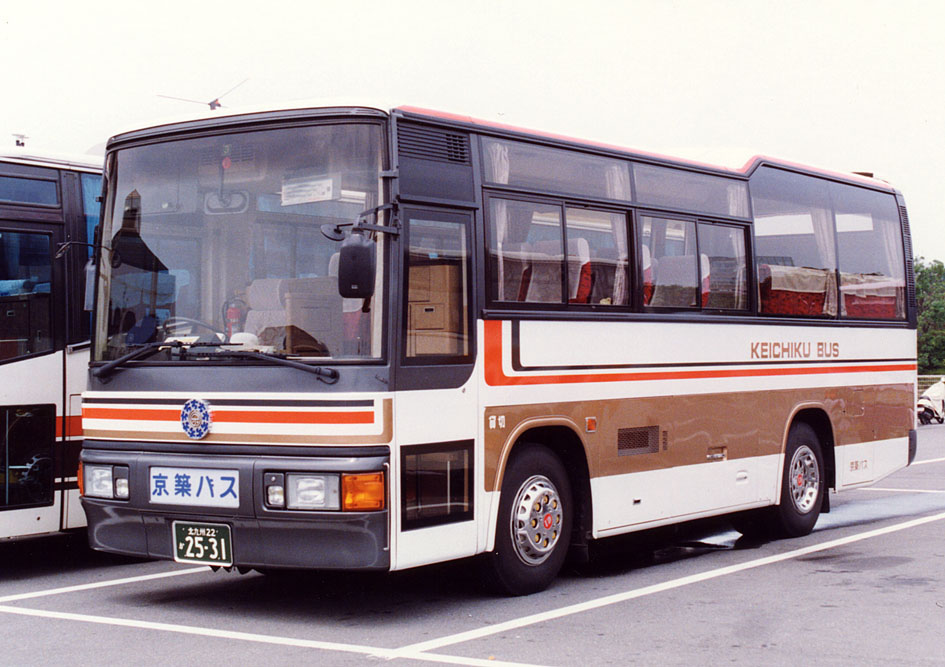
京築交通 9m貸切車（ルーセントカラー）

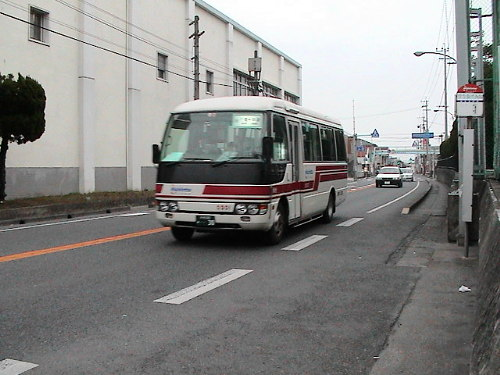
末期の中津-行橋線

  - 8月24日 -京築交通として設立[4]。
  - 11月1日 -  京都郡豊津町（現みやこ町）大字豊津字巣鳥1099番地2にあった西鉄豊津営業所を分社化し、バス営業開始[5]。
- 1999年10月1日 - 中谷支社を新設（西鉄中谷営業所に併設）[2]。
- 2000年
  - 時期不明 - 小倉支社を新設（西鉄浅野営業所に併設）[2]。
  - 10月1日 - 西鉄行橋営業所（行橋市）が移管され、本社とする。従来の本社は豊津支社に改組[6]。
- 2001年8月1日 - 西鉄バス京築に社名変更[7]。
- 2002年10月1日 - 小倉・中谷両支社を西鉄バス北九州へ移管[8]。西鉄バス二豊を吸収合併し[9]、同社の本社を中津支社とする[7]。豊津支社を廃止[7]。
- 2004年4月1日 - 自社運行路線の全廃、管理委託2路線の委託先変更（西鉄バス北九州・弥生が丘自動車営業所）により乗合バス事業から撤退。同社は西鉄北九州観光に吸収合併され、解散[10]。本社及び貸切車両はそのまま西鉄北九州観光行橋支社に引継がれた。

### 西鉄バス二豊
- 1986年
  - 7月14日 - 二豊交通として設立[11]。
  - 11月1日 - 大分県中津市大字中殿余木513番地1にあった西鉄中津営業所を分社化し、バス運行開始[5]。
- 2001年8月1日 - 西鉄バス二豊に社名変更[7]。
- 2002年10月1日 - 西鉄バス京築に吸収合併され、解散[9]。

## 営業所所在地
- 本社
  - 福岡県北九州市小倉北区青葉一丁目2番32号
  - 最寄停留所：「青葉車庫」
- 行橋支社（廃止。現・行橋車庫）
  - 福岡県行橋市中央一丁目12番41号
  - 最寄停留所：「行橋営業所」

## 廃止路線

### 西鉄バス京築

#### 蓑島線
- 1：行橋駅前 - 行橋市役所前 - 行橋体育館 - 蓑島

2002年9月30日廃止。太陽交通蓑島線が代替運行。

#### 長井線
- 2：行橋駅前 - 行橋市役所前 - 今井西町 - 長井

2002年9月30日廃止。太陽交通長井線が代替運行。

#### 今井線
- 3：行橋駅前 - 行橋市役所前 - 今井西町 - 宮ノ下

2001年3月31日廃止。

#### 稲童線
- 12：行橋駅前 - 行橋営業所 - 新田原駅前 - 稲童

2001年3月31日廃止。

#### 葛城（岩丸）線
- 15：椎田 - 原 - 岩丸公民館

2000年10月31日廃止。

#### 寒田線
- 17：椎田 - 築城駅 - 安武 - 上本庄 - 寒田 - 上寒田

2003年3月31日廃止。太陽交通寒田線が代替運行。

#### 豊津線
- 20
  - 行橋駅前 - 豊津役場 - 節丸 - 木井馬場
  - 大村 - 犀川駅 - 木井馬場 - 上伊良原 - 帆柱小学校

かつては行橋～帆柱を結ぶ長距離路線であった。大村～帆柱間は11人乗りの「ミニミニバス」（後述）で運行されていたが、大村～上伊良原間に短縮されたのち2000年9月30日に廃止。続いて節丸～木井馬場間が2002年10月31日に廃止され、残る行橋駅前～節丸間も2003年3月31日に廃止された。太陽交通豊津線（木井馬場便）が代替運行。

#### 祓郷線
- 21：行橋駅前 - 豊津入口 - 呰見 - 築城駅

呰見～築城駅間は2001年3月31日廃止、残る行橋駅前～呰見間も2003年3月31日廃止。太陽交通豊津線（築城駅便）が代替運行。

#### 稗田線
- 24：行橋駅前 - 大野井 - 稗田 - 新町入口

2002年9月30日廃止。太陽交通宮ノ杜新町線が代替運行。

#### 宮の杜線・前田が丘線
- 33
  - 行橋駅前 - 吉国 - 黒田 - 宮の杜ニュータウン
  - 行橋駅前 - 吉国 - 前田が丘団地

2002年9月30日廃止。太陽交通前田ヶ丘線、宮ノ杜新町線が代替運行。

#### 岩熊線
- 36：行橋駅前 - 吉国 - 新勝山 - 岩熊

2002年3月31日廃止。

#### 入覚線
- 37：行橋駅前 - 延永 - 入覚

2002年9月30日廃止。太陽交通椿市線が代替運行。

#### 白川線
- 38
  - 行橋駅前 - 草野 - 白川農協 - 谷
  - 行橋駅前 - 草野 - 白川農協 - 山口

山口行きは2001年3月31日廃止、谷行きは2002年9月30日廃止。太陽交通白川線が代替運行。

### 西鉄バス二豊（西鉄バス京築中津支社）

#### 友枝線
- 4
  - 中津 - 広津 - 宇野 - 友枝病院前 - 金代
  - 中津 - 広津 - 宇野 - 友枝病院前 - 三田
  - 中津 - 広津 - 宇野 - 東中学校前 - 大師前 - 唐原支所前 - 原井
  - 中津 - 広津 - 宇野 - 東中学校前 - 大平村湯ノ迫温泉館 - 唐原支所前 - 原井
  - 中津 - 広津 - 宇野 - 大池公園 - 大平村湯ノ迫温泉館
  - 中津 - 広津 - 西吉富支所前 - 尻高 - 米山

大平村湯ノ迫温泉館経由は2002年6月に運行開始。西鉄バス京築に合併されたのち、2004年3月31日全線廃止。築上東部乗合タクシーおよび上毛町コミュニティバスが代替運行。

#### 岩屋・黒土線
- 6：中津 - 広津 - 八屋 - 千束中学校前 - 大西 - 合岩小学校前 - 岩屋 - 求菩提登山口 - 求菩提資料館
- 6-5：中津 - 広津 - 八屋 - 千束中学校前 - 黒土 - 鬼の木 - 合岩小学校前 - 轟
- 7：八屋 - 広山 - 山田小学校前 - 櫛狩屋
- 8：八屋 - 広山 - 角田 - 馬場 - 畑冷泉

中津～鬼の木間は5番として運行されていたが、1994年11月に鬼の木～山内間を延伸した上で轟行きと統合、行先番号を6-5番に変更した。2002年3月31日全線廃止。豊前市バスが代替運行。

#### 中津～行橋線
- 10：中津 - 広津 - 八屋 - 椎田 - 築城駅前 - 新田原駅前 - 行橋営業所

かつては中津と小倉を結ぶ長距離路線であったが、1994年12月1日より行橋で路線を分割、2001年4月1日より二豊交通（当時）の運行となった。西鉄バス京築に合併されたのち、2004年3月31日廃止。

## 車両

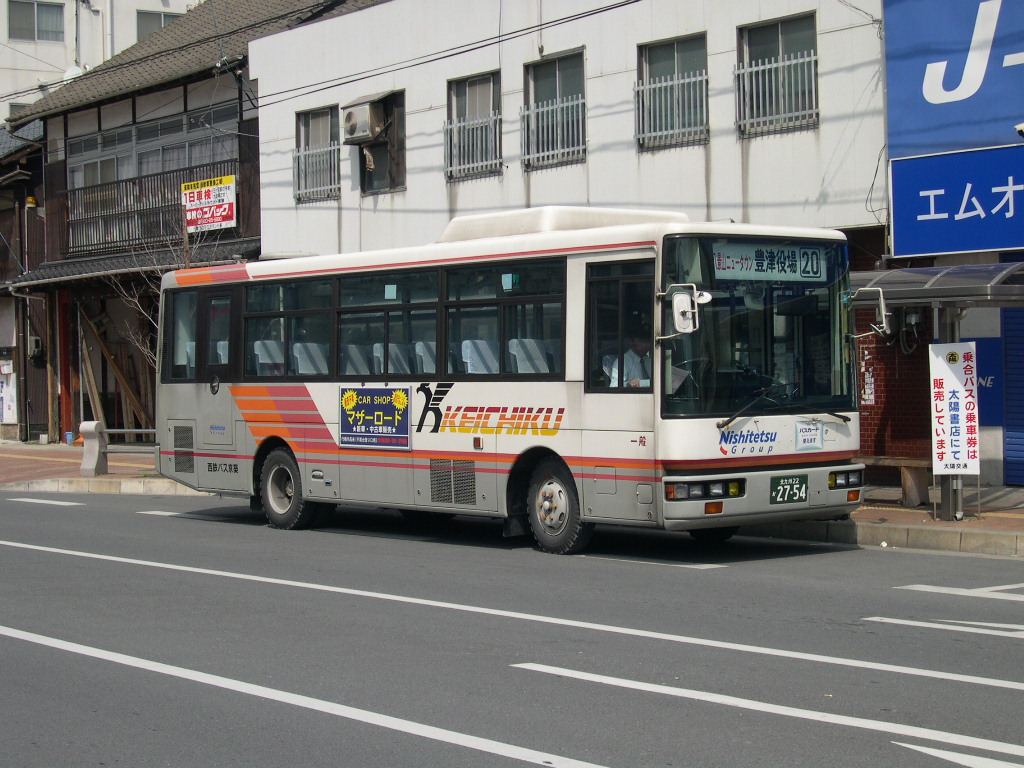
路線車

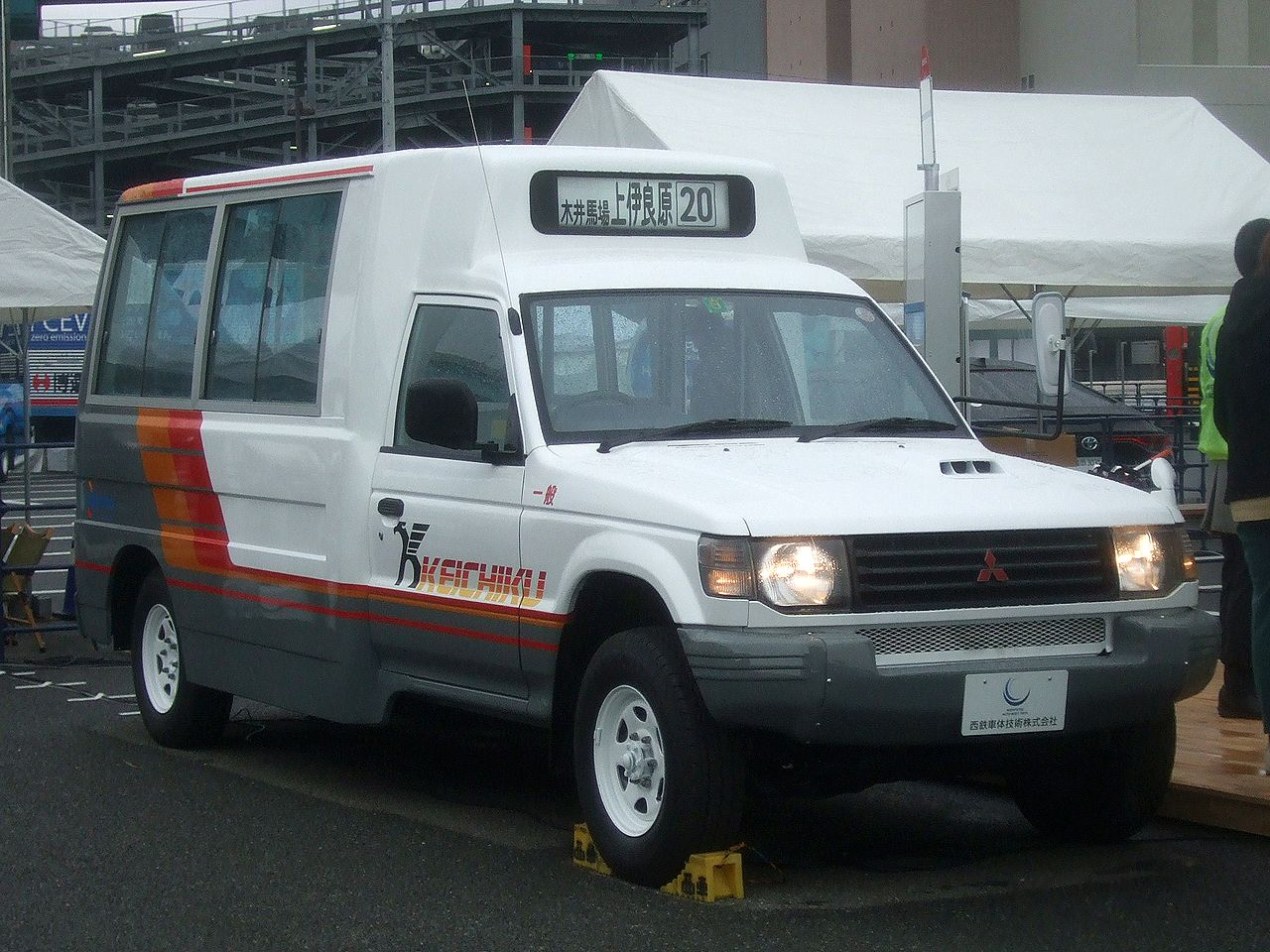
ミニミニバス

車両は自社発注車両のほか、西鉄から譲渡を受けた車両もあった。三菱ふそう、日産ディーゼル（現・UDトラックス）製で、カラーリングは自社カラー（クリーム色地に黄・オレンジ・茶色の帯）から西鉄グループ共通のルーセントカラー（白色地に黒・朱色・金色の帯）へ変更中であったが、2007年4月の車体更新車より西鉄観光バスが採用している青鳥カラーを使用している。2006年に一部の車両が西鉄バス北九州に譲渡されている。
車体は、三菱の中型車のごく一部を除き、西日本車体工業（西工）製。小型車で特筆すべき車両として、1997年に西工で三菱・パジェロのシャーシに客室部分のボディを結合した「ミニミニバス」を1台製作し、京築交通の路線で6年ほど使用していた。廃車後も車自体は残されており、2023年には西鉄車体技術でレストア・電動化改造を受けている。